# フレゼリクスハウン市
フレゼリクスハウン市（デンマーク語: Frederikshavn Kommune）は、デンマーク・北ユラン地域にある市。

## 町
フレゼリクスハウン市には、フレゼリクスハウンを中心とした18つの町がある。
- フレゼリクスハウン
- セービー
- スカーゲン
- ストランビー
- オルベーク
- エスターウロー
- エッリング
- キルデン
- ゲーラム
- ディブヴァド
- ラウンスヘイ
- イェルップ
- ヴールソー
- ヘルビー
- クヴィッセル
- ハルビェルグ
- ソールスヘイ
- シウステン

## 姉妹都市
フレゼリクスハウン市は、以下の5つの都市と姉妹都市として提携している。
- ボルレンゲ市（英語版）
- トラノース市（英語版）
- ブレーマーハーフェン
- ラルヴィク
- ケカッタ